# Капетанович, Домагой
Домагой Капетанович (хорв. Domagoj Kapetanović; 1926, Любушки — 2005, Загреб) — югославский футболист и тренер, наиболее известен как чемпион NASL 1976 года с «Торонто Метрос-Кроэйша».

## Карьера
Капетанович начал свою карьеру с «Конкордией». После того, как клуб был расформирован в 1945 году, он стал одним из нескольких игроков «Конкордия», которые присоединились к белградскому «Партизану», наряду с Франьо Глейзером, Златко Чайковским, Степаном Бобеком и другими. В составе «Партизана» Капетанович сыграл 13 дружеских матчей. Он также играл за «Локомотиву».
Как тренер он работал с «Динамо» из Загреба в 1973 году, и с несколькими клубами этнических хорватов за рубежом, таких как «Торонто Метрос-Кроэйша» в Канаде и «Сидней Юнайтед» в Австралии.
Увлекался также настольным теннисом и гандболом.